# 山元聰
山元聰（日语：／ Yamamoto Satoshi，1986年12月1日—），日本創作歌手。出生於日本京都府京都市。
2005年10月29日，在18歲時發行了首張單曲《素顏》並正式出道。
二重唱組合 Kissaquo (キッサコ)的前成員。現居臺灣臺南。

## 概要・人物介紹
身高178公分，體重70公斤。
高中時期所組的樂團「The Heven's here」，曾在橫濱體育館、澀谷公會堂等大型舞台上，多次參加比賽並獲獎。
在當時參加的YAMAHA所主辦的TEENS' MUSIC FESTIVAL 2004大賽中，與絢香、中村中、 NICO Touches the Walls 、松室政哉、蒼井翔太等多位日本音樂人同台參加比賽演出。
2018年4月，首次造訪臺灣，便對臺灣文化、臺灣人及當地音樂所深深著迷。之後，便開始逐漸在臺灣當地進行音樂活動。
受到影響的音樂人及音樂有：山崎將義、岡村靖幸、櫻井和壽、約翰·梅爾、林俊杰，以及70年代的民歌、演歌等。
作詞、作曲、編曲、影片製作等，所有創作作品皆由其一人獨立完成。
2021年11月起，參加了臺灣高收視率的音樂比賽節目「台灣那麼旺」約三個月左右，是節目史上首次有日本人參賽。
在臺灣音樂界中，至今首位「用台語演唱的日本歌手」而蔚為話題。節目中的評審老師們 - 引領臺灣音樂界的知名音樂製作人及代表臺灣的知名歌手們，都給予很高的評價。此外，在第286集節目的「全能藝人合作賽」環節中，被華語樂壇的天王級男歌手李聖傑指名一起合唱。
參加節目之後，更加打開了知名度，收到了許多各地的表演邀約，並與許多知名歌手們一起合作，創作音樂作品。
另外，受到臺灣許多媒體報導後，個人的官方YouTube頻道中，有許多的音樂影片點閱數皆破萬，灌籃高手片尾曲的翻唱影片，觀賞次數甚至超過了175萬次。
不僅受到了臺灣歌手的讚賞，還有收到活躍於新加坡及香港等地的知名歌手們的邀請，一起合作創作音樂作品之外，也有在大型活動中演唱。
今後不僅在臺灣，在華語圈樂壇中，受到大家的高度期待。
深得臺灣知名歌手：林育羣、許富凱、 荒山亮，以及新加坡歌手永邦等人的賞識，並結為好友。
目前，以能參加臺灣的跨年倒數演唱會為目標，努力進行音樂活動中。

## 簡歷
- 2005年10月 - 發行首張單曲《素顏》並正式出道。
- 2009年7月 - 成為民歌美聲樂團「Kissaquo」的正式成員。在日本全國各地的寺廟、咖啡店、Live house等地方開始展開音樂活動。
- 2011年9月 - 發行第二張單曲《一輪の花(一朵花)》。
- 2012年9月 - 開始YouTube翻唱企劃「Yamagenbushi」，同時開設山元聰個人頻道。
- 2013年
  - 5月 - 發行首張迷你專輯《キボウ(希望)》。
  - 10月 - 創建音樂教室「オトノハナ(音花)」並自己擔任吉他教師。
- 2015年12月 - Kissaquo樂團在大阪市中央公會堂舉辦了單獨演唱會。約600人參加。
- 2016年7月 - Kissaquo樂團在松山市民會館大禮堂舉辦了單獨演唱會。約700人參加。
- 2017年
  - 1月 - 在京都府立文化藝術會館舉辦了樂團單獨演唱會。座無虛席。
  - 2月 - 因身體狀况不佳仍強行參與表演。在演唱會中傷到聲帶，經檢查後發現長了瘜肉。
  - 9月 - 發行個人第2張原聲迷你專輯《あした(明天)》。
  - 12月 - 在愛媛縣西条市丹原文化會館舉辦樂團單獨演唱會後，為了瘜肉切除手術，暫停了音樂活動約3個月。
- 2018年
  - 3月 - 在Kissaquo的官方網站上宣布退團。
  - 4月 - 首次造訪臺灣，聽到臺灣流行音樂後，開始對臺灣音樂產生了興趣。
  - 7月 - 7月28日在京都府民廳藝術劇院舉辦了最後一場樂團單獨演唱會後，離開Kissaquo樂團，並開始個人音樂活動。
  - 10月 - 單飛後發行的首張單曲《道標(路標)》。
  - 11月 - 短期居留臺灣3個月。每個月分別住在臺南、臺中及臺北。
  - 12月 - 首次舉辦了在臺灣的個人演唱會，此外，也在臺南奇美博物館舉辦的聖誕演唱會中演唱。現場觀眾約有1萬人，並有幸收到邀請在創辦人許文龍面前演唱。

- 2019年
  - 1月 - 與前「三原Japan」成員之一，住在臺灣的日本歌手稻村壤治一同在臺北舉辦了單獨演唱會。
  - 4月 - 與稻村壤治共同創作，發行了合作單曲《ヒトリ(一個人)》。負責作詞・編曲。
  - 6月 - 在臺南舉辦了在臺灣的第二場個人演唱會。座無虛席。
  - 10月 - 與香港國民歌手吳業坤一起合作製作音樂影片。1個月內影片的觀看次數達到10萬人次，被香港東網巨星報紙報導。

- 2020年
  - 2月 - 2月1日在京都府立文化藝術會館舉辦個人演唱會。會場幾乎客滿。
  - 5月 - 以「中日台三種語言演唱」的日本歌手身份，受到了臺灣及香港的媒體關注。
    1. 在個人YouTube頻道上傳的許多中文及台語的翻唱歌曲影片作品，被「台灣達人秀」、「今日新聞」、「Ettoday」、「三立新聞」等媒體報導。影片的總觀看次數超過了600萬次，一口氣打開了在臺灣的知名度。
    2. 用中文、日文、台語三種語言翻唱盧廣仲的《魚仔》，再次受到了矚目。被各大媒體分享的影片，總觀看次數已超過了1000萬次。

  - 7月 - 與香港知名歌手吳業坤、馮家俊、姜麗文共同翻唱久保田利伸的《LA LA LA LOVE SONG》，在香港造成很大的話題，被香港各大媒體爭相報導。被各大媒體分享的影片，總觀看次數已超過了300萬次。
  - 8月 - 至隔年的3月，收到臺灣各地演唱邀約，一步步努力累積在臺人氣。
- 2021年
  - 9月 - 在個人YouTube頻道上傳的灌籃高手的片尾曲《直到世界的盡頭》的翻唱影片作品，締造了186萬的觀看次數。
  - 10月 - 接受三立新聞台節目「我們這一家」專訪。貼身採訪在臺灣的私下生活。全臺播放節目。
  - 11月 - 參加民視電視台大型音樂比賽節目「台灣那麼旺」。節目史上首位日本人參賽，並以中文及台語演唱，讓評審老師們大為讚賞。之後因個人規劃，在第291集節目中宣布退賽。
  - 12月 - 在日本台灣交流協會舉辦的「日台之心聖誕音樂會市集」中演唱。擔任在臺日本人代表，為台日友好交流貢獻一份心力。
- 2022年
  - 1月 - 在交通部觀光局大鵬灣國家風景區管理處舉辦的「青洲灣派對」活動中演唱，並在記者會中擔任開場嘉賓，揭開活動序幕。

## 出演

### 電視節目
- 2010年 - KBS京都《京都BbizS》（Kissaquo）
- 2015年 - 愛媛電視台《みんなのニュースえひめ》等、愛媛朝日放送、NHK北九州（Kissaquo）
- 2017年 - KBS京都《おやかまっさん》（山元聰）
- 2017年8月 - 富士電視台NEXT 坂崎幸之助《お台場フォーク村》同台：坂崎幸之助、所喬治、Kissaquo
- 2021年10月-12月 - 台灣民視電視台《台灣那麼旺》

### 廣播節目
- 2015年2月 - 京都Radio Cafe《キッサコの家をつくるならラジオ》（2015年2月 - 2016年1月）
- 2017年4月 - FM愛媛《キッサコの日日是好日》（2017年4月-）
- 2017年6月 - 坂崎幸之助的《坂崎さんの番組という番組》（特別來賓）

## 音樂作品

### 單曲
|     | 發行日         | 名稱                                                              | 規格 | 編號         |
| --- | -------------- | ----------------------------------------------------------------- | ---- | ------------ |
| 1st | 2005年10月29日 | 素顔 / ややこしい気持ち(複雜的心情)                               | 12cm | JPNTV-4      |
| 2nd | 2011年9月1日   | 一輪の花(一朵花) / 不機嫌なキミ、不器用なボク(不爽的你、沒用的我) | 12cm | IROHACDS-008 |
| 3rd | 2018年10月14日 | 道標(路標)                                                        | 12cm | OHCD-001     |
| 4th | 2019年4月27日  | ヒトリ(一個人) feat.稻村壤治                                      | 12cm | OHCD-002     |
| 5th | 2020年2月1日   | Roots                                                             | 12cm | OHCD-003     |

### 迷你專輯
|     | 發行日        | 名稱         | 規格 | 編號          |
| --- | ------------- | ------------ | ---- | ------------- |
| 1st | 2013年5月27日 | キボウ(希望) | 12cm | IROHA-CDA-010 |
| 2nd | 2017年9月25日 | あした(明天) | 12cm | IROHA-CDA-016 |